# Vik
Vik este o comună din provincia Sogn og Fjordane, Norvegia.
Se află cu cel mai înalt punct în Fresvikbreen[*], la 1.642 m. Are o suprafață de 833,23 km². Populația este de 2.561 locuitori, determinată în 1 ianuarie 2023, prin Folkeregisteret[*].